# Нехай говорять (фільм)
«Нехай говорять» (англ. Let Them All Talk) — комедійний фільм Стівена Содерберга. У головних ролях: Меріл Стріп і Джемма Чан.

## Сюжет
Авторка вирушає у подорож зі своїми друзями і племінником, намагаючись знайти задоволення і змиритися з її минулим.

## В ролях
- Меріл Стріп — Еліс Хьюз
- Кендіс Берген — Роберта
- Дайан Віст — Сьюзен
- Джемма Чан — Карен
- Лукас Хеджес — Тайлер
- Джон Дуглас Томпсон — доктор Мітчелл
- Фред Хехінгер — Фред

## Виробництво
Зйомки почалися в серпні 2019 року в Нью-Йорку і продовжилися на лайнері RMS Queen Mary 2, коли він перетинав Атлантику, і у Великій Британії.